# 刘沟站
刘沟站是一个成昆线上的铁路车站，位于四川省乐山市沙湾区轸溪镇（原龚嘴镇）刘沟村，建于1966年，目前为五等站，邮政编码为614905。目前客运：办理旅客乘降；不办理行李、包裹托运；不办理货运业务。车站另驻有西昌供电段燕岗供电车间刘沟接触网工区等单位。
成昆铁路修建期间还在大渡河上修筑了龚嘴水库，为运送施工材料，自本站修建通往水电站大坝的支线，设金汤石站:225。由于本站及成昆铁路地势较高，该支线设有“人字形展线”以降低坡度。1978年龚嘴水电站竣工投产后刘沟支线被拆除，目前仅剩桥墩。

## 图片

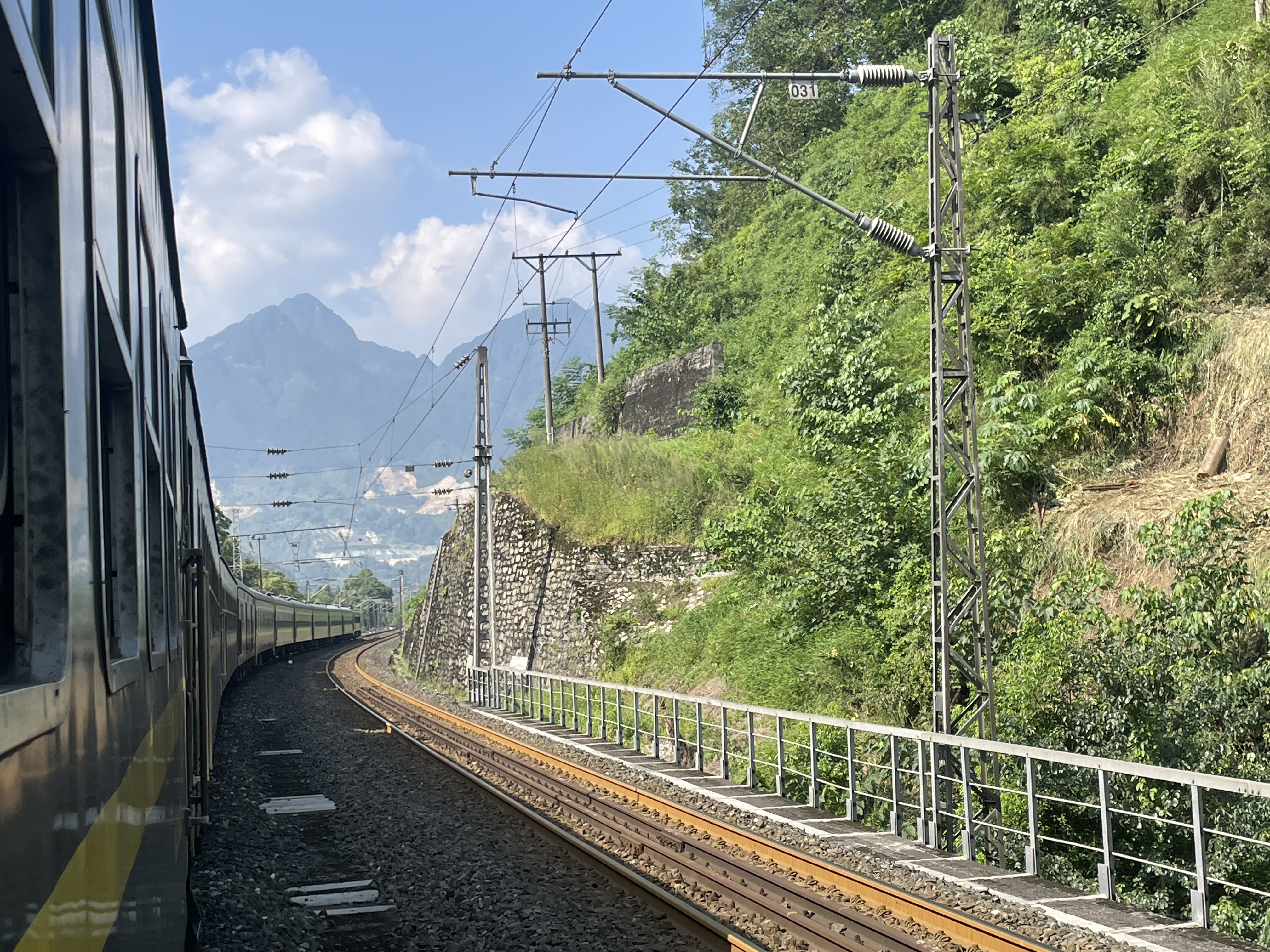
车站股道
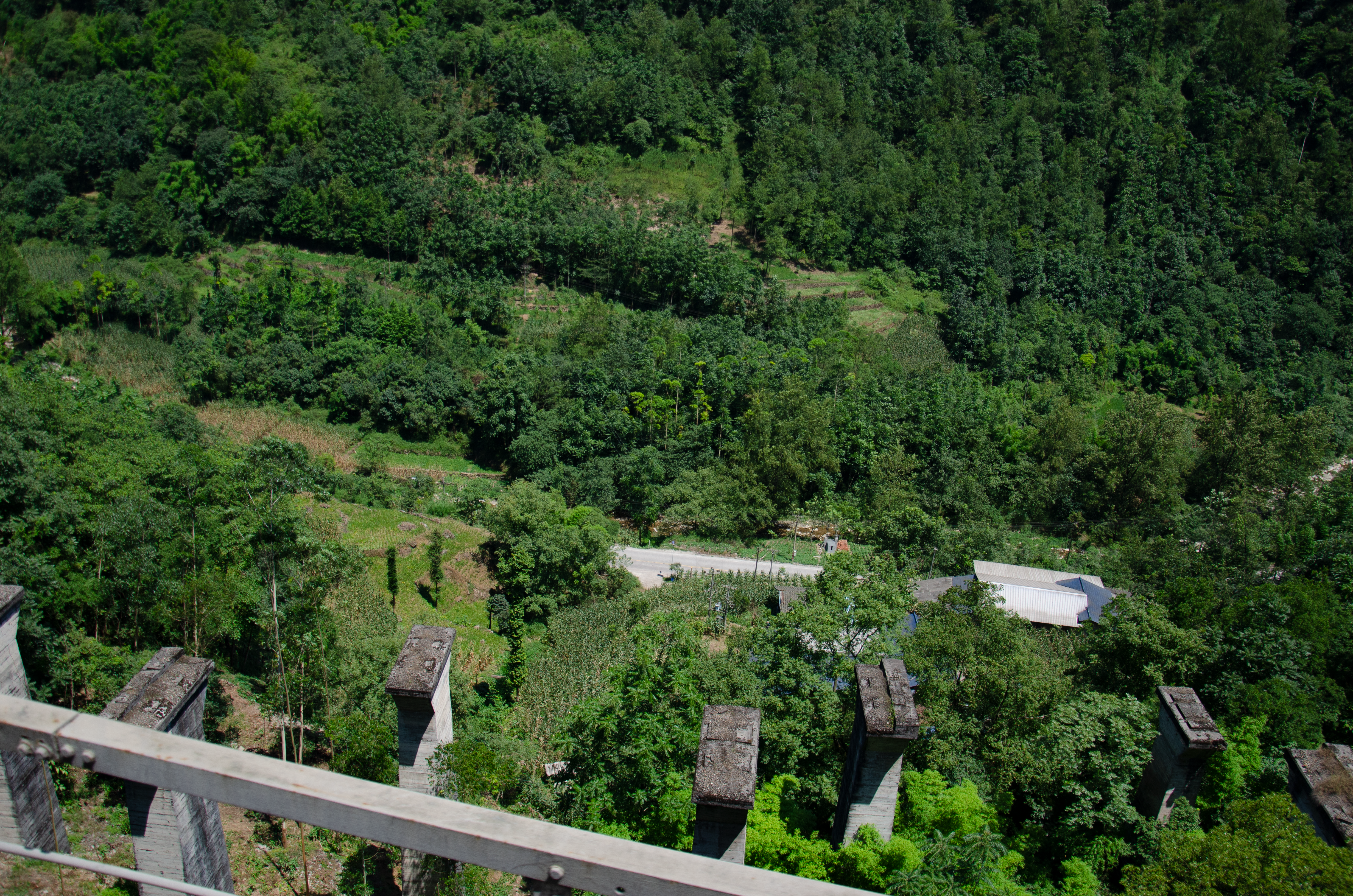
刘沟站附近拆除的刘沟支线桥墩遗迹
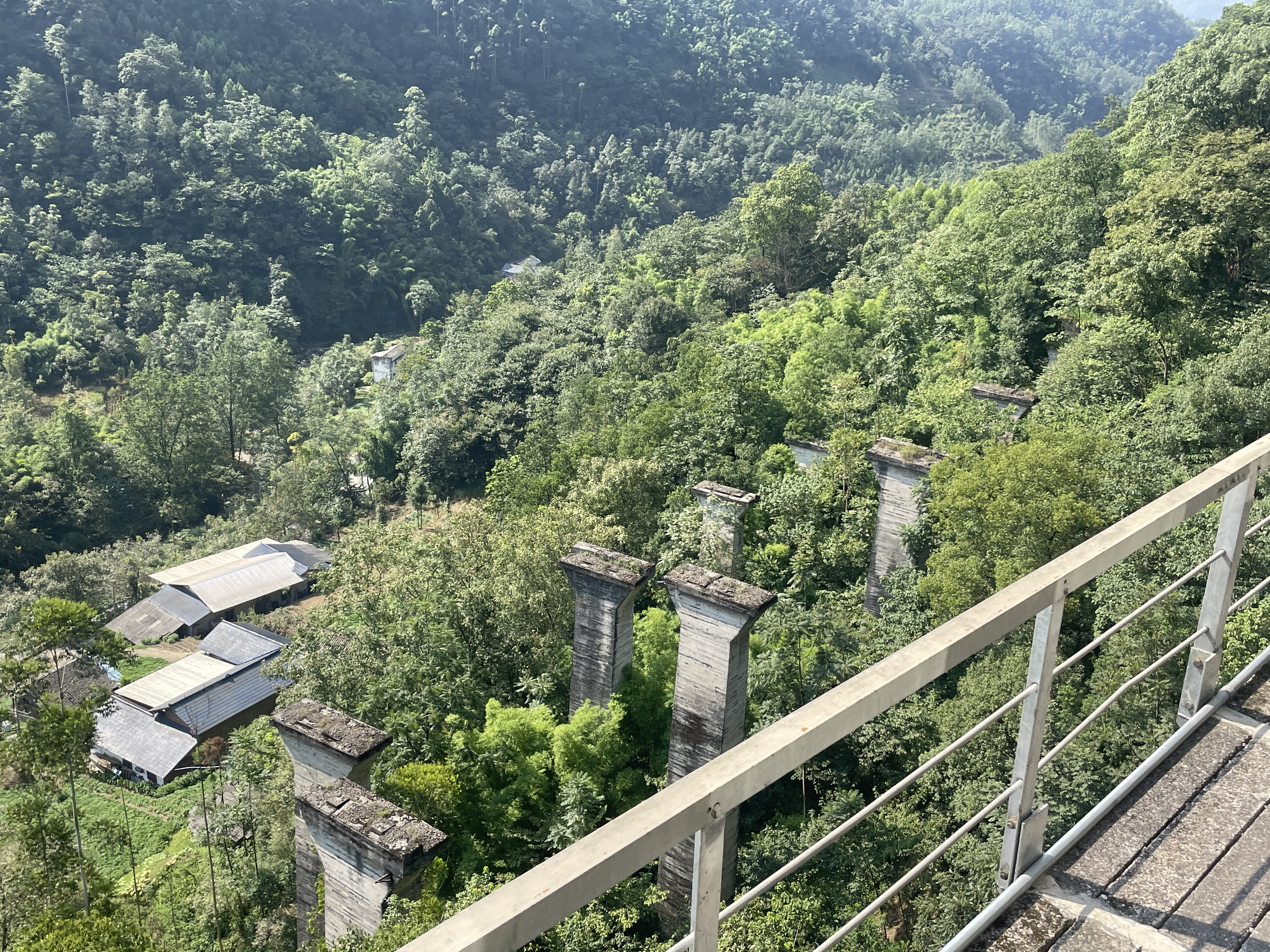
刘沟支线桥墩遗迹
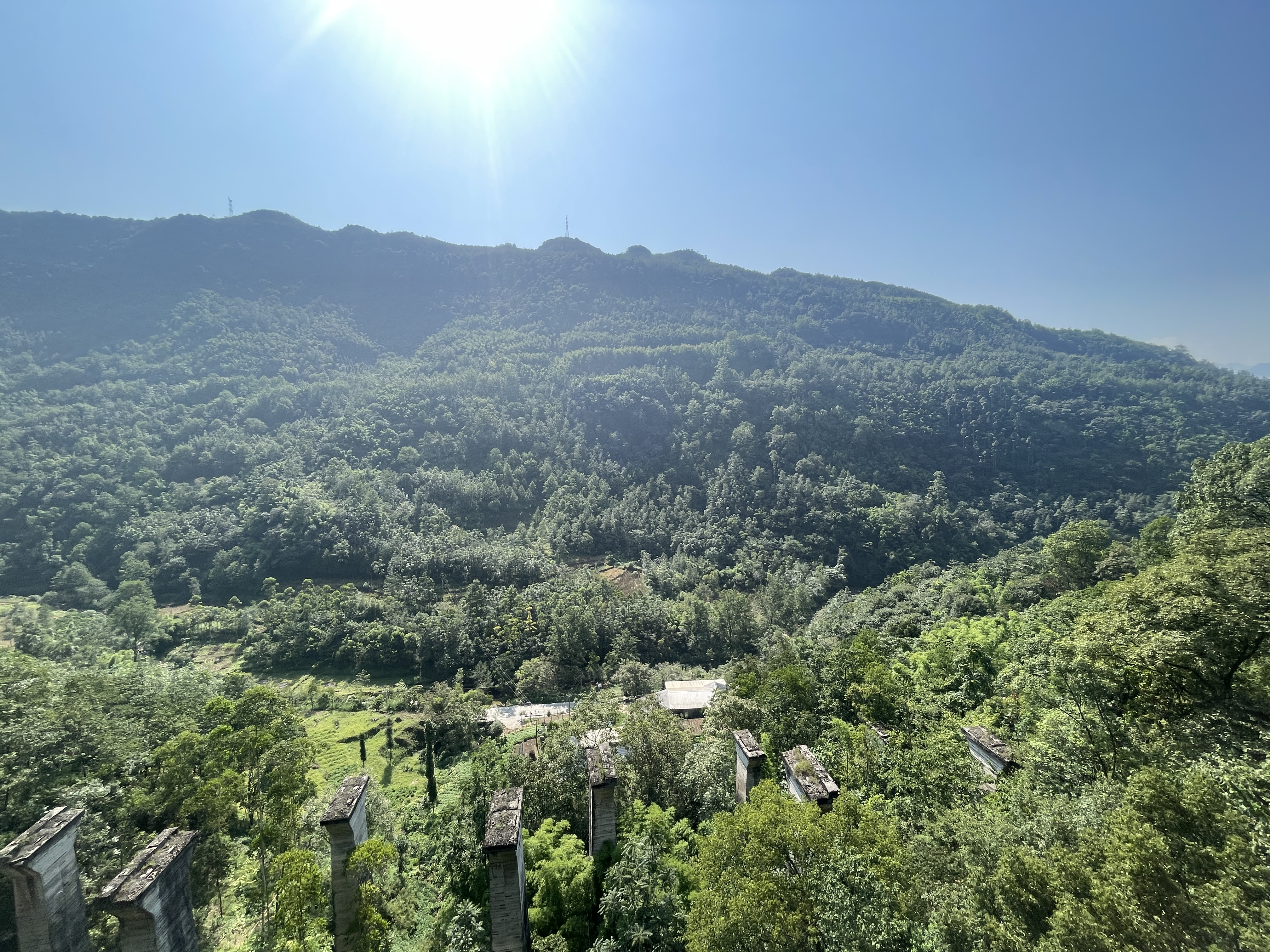
刘沟支线桥墩遗迹
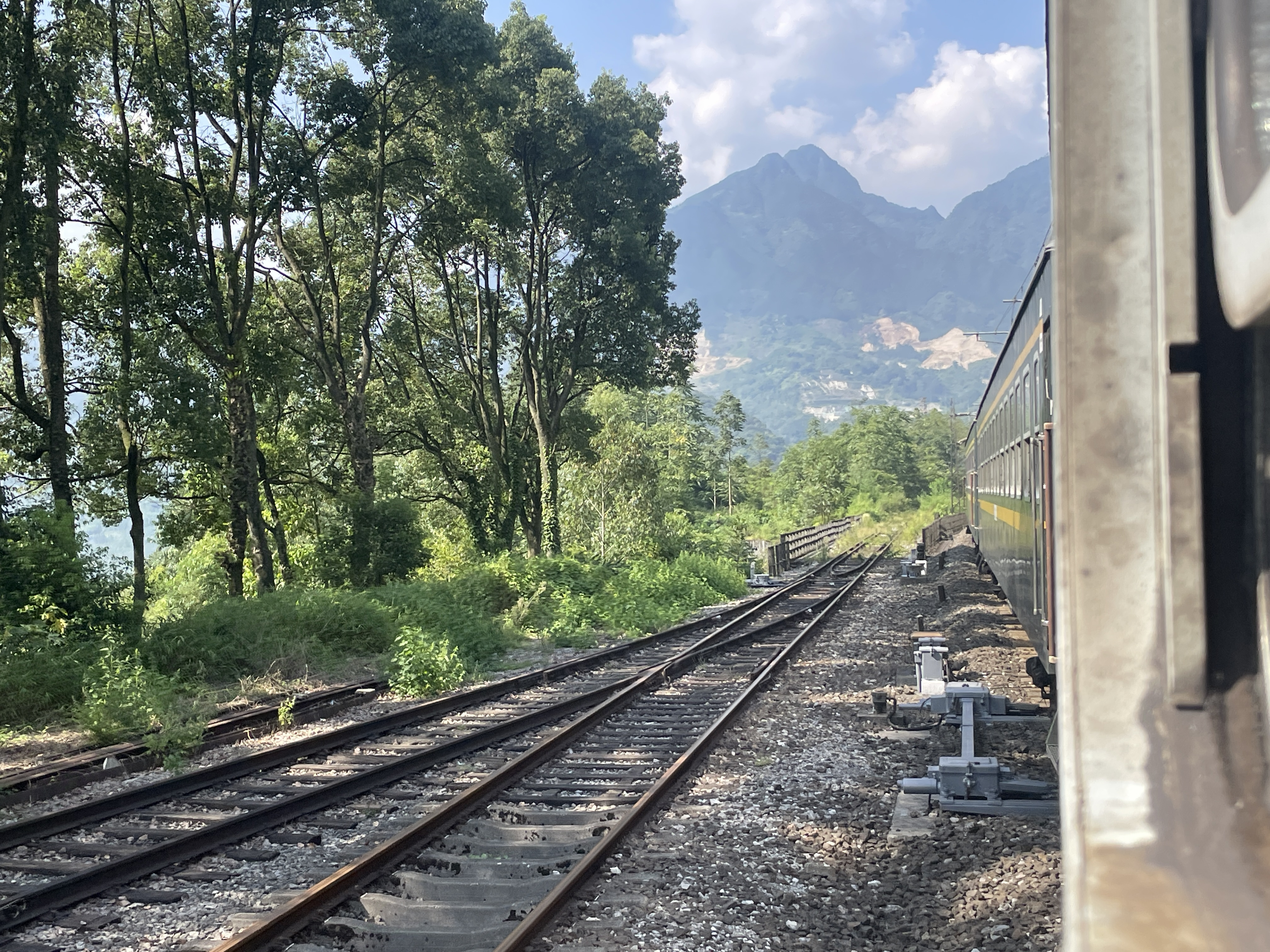
刘沟接触网工区为原刘沟支线的起点